# ムラク
ムラク（モンゴル語: Mulaq、生没年不詳）は、大元ウルスに仕えたアルラト部出身の高官の一人。モンゴル帝国建国の功臣の一人、アルラト部のボオルチュの曾孫にあたる人物。
『元史』などの漢文史料では木剌忽(mùlàhū)と記される。

## 概要
ムラクはボオルチュ・ノヤンの後継者のボロルタイの息子のウズ・テムル（ウルグ・ノヤンとも）の息子に当たり、兄弟にはトオリル、トクトガらがいた。
ムラクは建国の功臣の家系に生まれたことから順調に高官として出世し、1311年（至大4年）には栄禄大夫・知枢密院事として枢密院の長官となった。また、1312年（皇慶元年）にはボオルチュ家の投下領広平路に由来する「広平王」に封ぜられ、これ以後ボオルチュ家当主は代々広平王を称するようになる。
しかし、ブヤント・カアン（仁宗アユルバルワダ）の治世の後半に皇太后ダギとテムデルらによる国政の壟断が始まると、これに迎合したムラクの弟のトクトガが御史大夫となり、「広平王」位もトクトガに与えられることになった。その後、ブヤント・カアンが亡くなりゲゲーン・カアン（英宗シデバラ）が即位すると、テムデルらの専権を嫌うゲゲーン・カアンはトクトガ、シレムンらテムデルの与党をバイジュに命じて全員捕らえさせ、全て処刑とした。トクトガが有する「広平王印」も没収されたため、再びムラクが広平王として返り咲くこととなった。
しかし、イェスン・テムル・カアンの死後に次代のカアン位を巡って天暦の内乱が勃発すると、ムラクは皇太子アリギバを擁する上都派についた。上都派は最終的にトク・テムルを擁する大都派に敗れ、コシラの短期間の即位を経てトク・テムルがジャヤガトゥ・カアンとして即位することになった。ジャヤガトゥ・カアンは敵対陣営についたムラクから「広平王印」し、これを破壊してしまった。その後、新たに鋳造した「広平王印」をムラクの甥のカバン（哈班）に与えて新たな広平王とした。
カバンの後はムラクの息子のアルクトゥが地位を継承し、「広平王」となった。

## モンゴル年代記における記述
17世紀に編纂されたモンゴル年代記の一つ、『蒙古源流』にはウカアト・カアン（順帝トゴン・テムル）に仕えた「アルラトのボオルチュ・ノヤンの末裔で、ラハという者の息子のイラク丞相」なる人物が登場する。「イラク」という人名は「ムラク」に由来すると考えられるが、「ウカアト・カアンに仕えた丞相」という点ではムラクの息子のアルクトゥに近く、恐らくこの人物はムラク、アルクトゥ父子を混同して作り上げた人物像であると考えられる。
イラク丞相はジュゲ・ノヤン（明朝の建国者朱元璋に相当する）が生まれた時、その家から五色の虹が立ったのを見て、モンゴルにとって悪しき兆候であり早く殺すべきであると進言したが、ウカアト・カアンはこれに従わなかった。以上の逸話を踏まえ、朱元璋によって大都を失陥したウカアト・カアンが歌ったとされる「恵宗悲歌」には「覚りて語れるイラク丞相の言を用いざりし我が害よ」という一節がある。

## アルラト部広平王ボオルチュ家
- ナク・バヤン（Naqu Bayan ＞納忽伯顔/nàhū bǎiyán）
  - 右翼万人隊長ボオルチュ・ノヤン（Bo'orču ＞孛斡児出/bówòérchū,بورچى نويان/būrchī nūyān）
    - 右翼万人隊長ボロルタイ（Boroldai ＞孛欒台/bóluántái,بورالتای/būrāltāī）
      - 西方大将バルジク（Balčiq ＞班里赤/bānlǐchì,بالجیق/bāljīq）
      - ジルカミシュ（J̌irqamiš ＞جیرقامیش/jīrqāmīsh）
      - オルク・ノヤン＝御史大夫ウズ・テムル（Üz temür ＞玉昔帖木児/yùxī tièmùér,اور تیمور/ūz tīmūr）
        - 広平王ムラク（Mulaq ＞木剌忽/mùlàhū）
          - 広平王アルクトゥ（Arqtu ＞阿魯図/ālŭtú）

        - 万人隊長トオリル（To'oril ＞脱憐/tuōlián）
        - 御史大夫トクトガ（Toqtoγa ＞脱忒哈/tuōtèhā）
        - 知枢密院事ニウデゲイ（Ni'udegei ＞紐的該/niŭdegāi）

    - アジュル・ノヤン（Aǰul Noyan ＞阿朮魯/āzhúlŭ,اجل نویان/ājul nūyān）
    - エル・テムル（El temür ＞یل تمور/īltimūr）

  - オゲレ・チェルビ（Ögele Čerbi ＞斡闊烈闍里必/wòkuòliè shélǐbì,اوکلا جربی/ūkla jarbī）